# Podział administracyjny Kuby
Kuba dzieli się na gminę specjalną (Isla de la Juventud) i 15 prowincji, które dzielą się na 168 gmin.

## Obecny podział

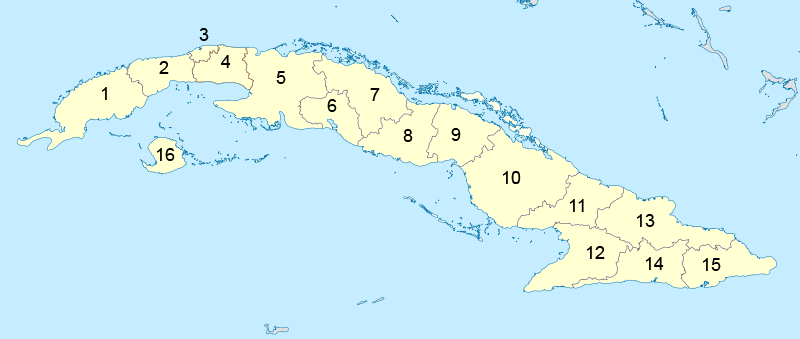
Podział administracyjny Kuby

Od 1 stycznia 2011 wydzielono 2 nowe prowincje (Artemisa i Mayabeque), zlikwidowano jedną (Hawana) i zmieniono granice jednej (Pinar del Río). Prowincje dzielą się na gminy, których łącznie jest 168. Miasto Hawana jest podzielone na 15 dzielnic. 
1. Pinar del Río (11 gmin)
- Consolación del Sur - pow. 1112 km², 86 211 osób (2010)
- Guane - 717 km², 36 986 osób
- La Palma - 621 km², 35 660 osób
- Los Palacios - 786 km², 40 182 osoby
- Mantua - 915 km², 26 393 osoby
- Minas de Matahambre - 858 km², 36 122 osoby
- Pinar del Río - 708 km², 185 843 osoby
- Sandino - 1718 km², 39 856 osób
- San Juan y Martínez - 409 km², 46 911 osób
- San Luis - 337 km², 34 011 osób
- Viñales - 704 km², 26 636 osób

2. Artemisa (11 gmin)
- Alquízar - pow. 194 km², 27 193 osoby
- Artemisa - 689 km², 78 220 osób
- Bahía Honda - 784 km², 47 813 osób
- Bauta - 156 km², 41 938 osób
- Caimito - 240 km², 33 380 osób
- Candelaria - 299 km², 19 501 osób
- Guanajay - 110 km², 28 690 osób
- Güira de Melena - 177 km², 36 487 osób
- Mariel - 271 km², 41 387 osób
- San Antonio de los Baños - 126 km², 42 373 osoby
- San Cristóbal - 936 km², 69 164 osoby

3. Ciudad de la Habana (15 dzielnic)
- Arroyo Naranjo - pow. 82 km², 196 157 osób
- Boyeros - 130 km², 183 768 osób
- Centro Habana - 3 km², 157 827 osób
- Cerro - 10 km², 136 946 osób
- Cotorro - 66 km², 74 124 osoby
- Diez de Octubre - 12 km², 235 718 osób
- Guanabacoa - 129 km², 106 742 osoby
- La Habana del Este - 141 km², 182 353 osoby
- La Habana Vieja - 4 km², 97 984 osoby
- La Lisa - 37 km², 124 293 osoby
- Marianao - 22 km², 137 999 osób
- Playa - 35 km², 184 715 osób
- Plaza de la Revolución - 12 km², 173 239 osób
- Regla - 10 km², 43 222 osoby
- San Miguel del Padrón - 26 km², 155 234 osoby

4. Mayabeque (11 gmin)
- Batabanó - pow. 228 km², 25 556 osób
- Bejucal - 121 km², 23 135 osób
- Güines - 437 km², 71 395 osób
- Jaruco - 276 km², 26 580 osób
- Madruga - 463 km², 30 862 osoby
- Melena del Sur - 228 km², 20 853 osoby
- Nueva Paz - 513 km², 24 533 osoby
- Quivicán - 285 km², 27 862 osoby
- San José de las Lajas - 597 km², 63 389 osób
- San Nicolás - 241 km², 21 402 osoby
- Santa Cruz del Norte - 379 km², 30 959 osób

5. Matanzas (13 gmin)
- Calimete - pow. 958 km², 29 792 osoby
- Cárdenas - 614 km², 115 420 osób
- Ciénaga de Zapata - 4162 km², 8611 osób
- Colón - 597 km², 69 563 osoby
- Jagüey Grande - 882 km², 56 183 osoby
- Jovellanos - 504 km², 55 986 osób
- Limonar - 449 km², 24 917 osób
- Los Arabos - 760 km², 27 072 osoby
- Martí - 1029 km², 25 238 osób
- Matanzas - 315 km², 135 624 osoby
- Pedro Betancourt - 387 km², 31 467 osób
- Perico - 279 km², 31 952 osoby
- Unión de Reyes - 866 km², 42 695 osób

6. Cienfuegos (8 gmin)
- Abreus - pow. 561 km², 29 094 osoby
- Aguada de Pasajeros - 680 km², 30 982 osoby
- Cienfuegos - 341 km², 158 384 osoby
- Cruces - 198 km², 33 060 osób
- Cumanayagua - 1102 km², 50 987 osób
- Lajas - 432 km², 23 551 osób
- Palmira - 318 km², 33 233 osoby
- Rodas - 549 km², 33 061 osób

7. Villa Clara (13 gmin)
- Caibarién - pow. 426 km², 40 641 osób
- Camajuaní - 613 km², 64 085 osób
- Cifuentes - 513 km², 36 000 osób
- Corralillo - 837 km², 27 724 osoby
- Encrucijada - 563 km², 35 833 osoby
- Manicaragua - 1064 km², 74 541 osób
- Placetas - 601 km², 74 291 osób
- Quemado de Güines - 340 km², 23 899 osób
- Ranchuelo - 554 km², 63 831 osób
- Remedios - 559 km², 49 057 osób
- Sagua la Grande - 945 km², 60 979 osób
- Santa Clara - 518 km², 226 900 osób
- Santo Domingo - 881 km², 55 643 osoby

8. Sancti Spíritus (8 gmin)
- Cabaiguán - pow. 596 km², 67 199 osób
- Fomento - 475 km², 36 303 osoby
- Jatibonico - 763 km², 42 606 osób
- La Sierpe - 1035 km², 17 496 osób
- Sancti Spíritus - 1151 km², 125 485 osób
- Taguasco - 515 km², 36 776 osób
- Trinidad - 1159 km², 71 776 osób
- Yaguajay - 1042 km², 61 135 osób

9. Ciego de Avila (10 gmin)
- Baraguá - pow. 737 km², 31 117 osób
- Bolivia - 894 km², 15 995 osób
- Chambas - 1177 km², 41 142 osoby
- Ciego de Ávila - 436 km², 122 671 osób
- Ciro Redondo - 576 km², 27 853 osoby
- Florencia - 284 km², 21 344 osoby
- Majagua - 542 km², 26 537 osób
- Morón - 586 km², 59 378 osób
- Primero de Enero - 717 km², 29 415 osób
- Venezuela - 836 km², 28 431 osób

10. Camagüey (13 gmin)
- Camagüey - pow. 1093 km², 317 427 osób
- Carlos Manuel de Céspedes - 664 km², 23 655 osób
- Esmeralda - 1224 km², 32 003 osoby
- Florida - 1744 km², 75 663 osoby
- Guáimaro - 1849 km², 57 479 osób
- Jimaguayú - 793 km², 19 361 osób
- Minas - 1305 km², 39 799 osób
- Najasa - 901 km², 16 396 osób
- Nuevitas - 1778 km², 44 361 osób
- Santa Cruz del Sur - 1234 km², 53 800 osób
- Sibanicú - 745 km², 31 069 osób
- Sierra de Cubitas - 560 km², 17 955 osób
- Vertientes - 2024 km², 53 265 osób

11. Las Tunas (8 gmin)
- Amancio - pow. 853 km², 43 778 osób
- Colombia - 560 km², 33 153 osoby
- Jesús Menéndez - 637 km², 53 386 osób
- Jobabo - 886 km², 51 176 osób
- Las Tunas - 895 km², 180 103 osoby
- Majibacoa - 622 km², 38 752 osoby
- Manatí - 954 km², 32 511 osób
- Puerto Padre - 1180 km², 92 162 osoby

12. Granma (13 gmin)
- Bartolomé Masó - pow. 635 km², 56 772 osoby
- Bayamo - 918 km², 206 336 osób
- Buey Arriba - 454 km², 32 088 osób
- Campechuela - 579 km², 48 954 osoby
- Cauto Cristo - 552 km², 19 198 osób
- Guisa - 596 km², 54 258 osób
- Jiguaní - 646 km², 59 059 osób
- Manzanillo - 500 km², 135 566 osób
- Media Luna - 371 km², 36 441 osób
- Niquero - 588 km², 41 134 osoby
- Pilón - 460 km², 30 682 osoby
- Río Cauto - 1505 km², 47 038 osób
- Yara - 571 km², 60 063 osoby

13. Holguín (14 gmin)
- Antilla - 101 km², 12 542 osoby
- Báguanos - 806 km², 54 952 osoby
- Banes - 781 km², 86 740 osób
- Cacocum - 660 km², 44 392 osoby
- Calixto García - 617 km², 58 250 osób
- Cueto - 324 km², 37 456 osób
- Frank País - 512 km², 28 749 osób
- Gibara - 626 km², 72 004 osoby
- Holguín - 658 km², 309 371 osób
- Mayarí - 1311 km², 109 623 osoby
- Moa - 732 km², 63 951 osób
- Rafael Freyre - 618 km², 49 828 osób
- Sagua de Tánamo - 702 km², 58 722 osoby
- Urbano Noris - 845 km², 44 537 osób

14. Santiago de Cuba (9 gmin)
- Contramaestre - pow. 611 km², 101 832 osoby
- Guamá - 950 km², 35 516 osób
- Mella - 323 km², 33 667 osób
- Palma Soriano - 851 km², 124 585 osób
- San Luis - 773 km², 88 428 osób
- Santiago de Cuba - 1026 km², 472 255 osób
- Segundo Frente - 536 km², 40 885 osób
- Songo-La Maya - 720 km², 100 287 osób
- Tercer Frente - 366 km², 30 457 osób

15. Guantánamo
- Baracoa - pow. 974 km², 80 601 osób
- Caimanera - 361 km², 10 428 osób
- El Salvador - 634 km², 43 982 osoby
- Guantánamo - 937 km², 248 171 osób
- Imías - 527 km², 20 022 osoby
- Maisí - 523 km², 29 398 osób
- Manuel Tames - 527 km², 15 256 osób
- Niceto Pérez - 637 km², 16 234 osoby
- San Antonio del Sur - 585 km², 26 984 osoby
- Yateras - 663 km², 19 773 osoby

16. Gmina specjalna Isla de la Juventud
- pow. 2419 km², 79 462 osoby

## Lata 1976-2010

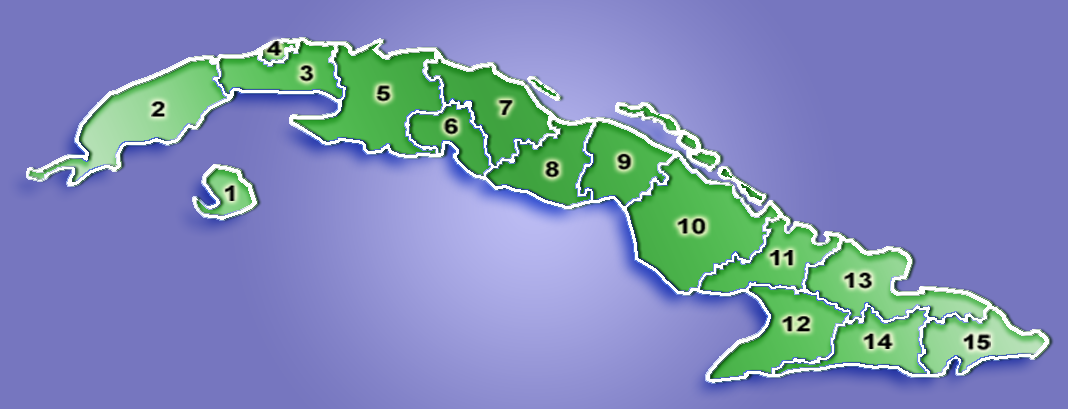
Podział administracyjny Kuby w latach 1976-2010

W 1976 przeprowadzono największą reformę administracyjną, dzieląc kraj na 14 prowincji i jedną specjalną gminę (Isla de la Juventud). Prowincję Las Villas podzielono wówczas na Cienfuegos, Villa Clara i Sancti Spíritus, a prowincję Oriente podzielono na Las Tunas, Granma, Holguín, Santiago de Cuba i Guantánamo. Z prowincji Camagüey wydzielono Ciego de Avila, z prowincji Hawana wydzielono samą stolicę jako miasto na prawach prowincji, a z prowincji Pinar del Río wydzielono gminę specjalną Isla de la Juventud.
1. Gmina specjalna Isla de la Juventud
2. Pinar del Río
3. La Habana
4. Ciudad de la Hawana
5. Matanzas
6. Cienfuegos
7. Villa Clara
8. Sancti Spíritus
9. Ciego de Avila
10. Camagüey
11. Las Tunas
12. Granma
13. Holguín
14. Santiago de Cuba
15. Guantánamo

## Lata 1902-1975

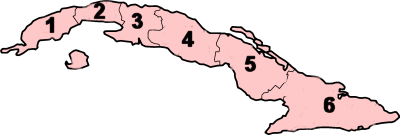
Podział administracyjny Kuby przed 1976 rokiem

Do 1975 wyspa podzielona była na 6 prowincji:
1. Pinar del Río
2. La Habana
3. Matanzas
4. Las Villas (przed 1940 zwana Santa Clara)
5. Camagüey
6. Oriente (przed 1905 zwana Santiago de Cuba)